# Bill Dellinger
William Solon Dellinger, detto Bill (Grants Pass, 23 marzo 1934 – 27 giugno 2025), è stato un mezzofondista statunitense, medaglia di bronzo nei 5000 metri piani ai Giochi olimpici di Tokyo 1964.

## Palmarès
| Anno | Manifestazione      | Sede    | Evento       | Risultato | Prestazione | Note |
| ---- | ------------------- | ------- | ------------ | --------- | ----------- | ---- |
| 1959 | Giochi panamericani | Chicago | 5000 m piani | Oro       | 14'28"4     |      |
| 1964 | Giochi olimpici     | Tokyo   | 5000 m piani | Bronzo    | 13'49"8     |      |